# Harry Poole
Harry Poole (Stoke-on-Trent, 31 de enero de 1935 – Port Vale, 27 de septiembre de 2023) fue un futbolista inglés que jugó en las posiciones de centrocampista y delantero.
Después de retirarse como futbolista, trabajó como vendedor de entradas en el Vale Park por cincuenta años. Tuvo dos hijos, Matthew y Mandy.

## Equipos
| Periodo   | Club                      |
| --------- | ------------------------- |
| 1953–1968 | Port Vale FC              |
| 1953-1955 | → Oxford City FC (cedido) |
| 1968–1969 | Sandbach Ramblers FC      |

## Estadísticas
| Club      | Temporada | Liga                 | Liga        | Liga  | FA Cup      | FA Cup | League Cup  | League Cup | Otros       | Otros | Total       | Total |
| Club      | Temporada | División             | Apariciones | Goles | Apariciones | Goles  | Apariciones | Goles      | Apariciones | Goles | Apariciones | Goles |
| --------- | --------- | -------------------- | ----------- | ----- | ----------- | ------ | ----------- | ---------- | ----------- | ----- | ----------- | ----- |
| Port Vale | 1953–54   | Third Division North | 0           | 0     | 0           | 0      | 0           | 0          | 0           | 0     | 0           | 0     |
| Port Vale | 1954–55   | Second Division      | 0           | 0     | 0           | 0      | 0           | 0          | 0           | 0     | 0           | 0     |
| Port Vale | 1955–56   | Second Division      | 1           | 0     | 0           | 0      | 0           | 0          | 0           | 0     | 1           | 0     |
| Port Vale | 1956–57   | Second Division      | 30          | 3     | 2           | 2      | 0           | 0          | 0           | 0     | 32          | 5     |
| Port Vale | 1957–58   | Third Division South | 41          | 14    | 3           | 2      | 0           | 0          | 0           | 0     | 44          | 16    |
| Port Vale | 1958–59   | Fourth Division      | 35          | 16    | 1           | 0      | 0           | 0          | 0           | 0     | 36          | 16    |
| Port Vale | 1959–60   | Third Division       | 44          | 12    | 6           | 1      | 0           | 0          | 2           | 0     | 52          | 13    |
| Port Vale | 1960–61   | Third Division       | 45          | 7     | 3           | 0      | 3           | 0          | 3           | 0     | 54          | 7     |
| Port Vale | 1961–62   | Third Division       | 39          | 6     | 5           | 1      | 1           | 0          | 0           | 0     | 45          | 7     |
| Port Vale | 1962–63   | Third Division       | 43          | 3     | 4           | 0      | 0           | 0          | 0           | 0     | 47          | 3     |
| Port Vale | 1963–64   | Third Division       | 26          | 3     | 2           | 0      | 1           | 0          | 0           | 0     | 29          | 3     |
| Port Vale | 1964–65   | Third Division       | 37          | 3     | 1           | 0      | 1           | 0          | 0           | 0     | 39          | 3     |
| Port Vale | 1965–66   | Fourth Division      | 46          | 2     | 4           | 0      | 1           | 0          | 0           | 0     | 51          | 2     |
| Port Vale | 1966–67   | Fourth Division      | 32          | 1     | 1           | 0      | 1           | 0          | 0           | 0     | 34          | 1     |
| Port Vale | 1967–68   | Fourth Division      | 32          | 3     | 1           | 0      | 2           | 0          | 0           | 0     | 35          | 3     |
| Total     | Total     | Total                | 451         | 73    | 33          | 6      | 10          | 0          | 5           | 0     | 499         | 79    |

## Logros

### Club
- Football League Fourth Division: 1958–59[5]